# May Glacier
May Glacier är en glaciär i Antarktis. Den ligger i Östantarktis. Australien gör anspråk på området.
Terrängen runt May Glacier är kuperad åt sydost, men åt nordost är den platt. Havet är nära May Glacier åt nordväst. Trakten är obefolkad. Det finns inga samhällen i närheten.